# NGC 4778
NGC 4778 (ook: NGC 4759B) is een spiraalvormig sterrenstelsel in het sterrenbeeld Maagd. Het hemelobject werd op 5 mei 1836 ontdekt door de Britse astronoom John Herschel.

## Synoniemen
- MCG -1-33-37
- HCG 62A
- PGC 43757